# Ердяков, Роман Сергеевич
Роман Сергеевич Ердяков — гвардии рядовой Вооружённых Сил Российской Федерации, участник антитеррористических операций в период Второй чеченской войны, погиб при исполнении служебных обязанностей во время боя 6-й роты 104-го гвардейского воздушно-десантного полка у высоты 776 в Шатойском районе Чечни.

## Биография
Роман Сергеевич Ердяков родился в городе Кирове. Окончил среднюю школу № 45 в родном городе. Параллельно с учёбой активно занимался спортом, был членом хоккейной команды своей школы. В мае 1999 года Ердяков был призван на службу в Вооружённые Силы Российской Федерации и направлен в воздушно-десантные войска. После прохождения обучения зачислен наводчиком-оператором в войсковую часть № 32515 (104-й гвардейский воздушно-десантный полк, дислоцированный в деревне Черёха Псковского района Псковской области), службу проходил в 6-й парашютно-десантной роте.
С началом Второй чеченской войны в составе своего подразделения рядовой Роман Ердяков был направлен в Чеченскую Республику. Принимал активное участие в боевых операциях. С конца февраля 2000 года его рота дислоцировалась в районе населённого пункта Улус-Керт Шатойского района Чечни, на высоте под кодовым обозначением 776, расположенной около Аргунского ущелья. 1 марта 2000 года десантники приняли здесь бой против многократно превосходящих сил сепаратистов — против всего 90 военнослужащих федеральных войск, по разным оценкам, действовало от 700 до 2500 боевиков, прорывавшихся из окружения после битвы за райцентр — город Шатой.
Гвардии рядовой Роман Ердяков вместе со всеми своими товарищами отражал ожесточённые атаки боевиков Хаттаба и Шамиля Басаева. Немногочисленные оставшиеся в живых очевидцы того боя заявляли, что, когда сепаратисты достигли позиций десантников, он сражался врукопашную, используя сапёрную лопатку. В том бою Ердяков погиб, как и 83 его сослуживца.
Указом Президента Российской Федерации от 12 марта 2000 года за мужество и отвагу, проявленные при ликвидации незаконных вооружённых формирований в Северо-Кавказском регионе, гвардии рядовой Роман Сергеевич Ердяков посмертно был удостоен ордена Мужества.
Похоронен на Новомакарьевском кладбище в городе Кирове.

## Память
- В честь него улица Кирпичная в городе Кирове была переименована в улицу Романа Ердякова[3].
- На доме, где он жил (улица Романа Ердякова, дом № 4) установлена мемориальная доска.
- Имя Романа Ердякова носит хоккейный клуб, в котором он занимался во время учёбы в школе[4], проводятся хоккейные турниры памяти Ердякова.
- В школе, где Ердяков учился, регулярно проводятся памятные мероприятия.
- По неоднократным заявлениям руководства Администрации Кировской области, сделанным в 2019 году, во дворе средней школы №54, где учился Роман Ердяков, будет установлен его бюст[5][6].
- Во дворе школы №54 установлен бюст.